# Муссис, Франко
Франко Габриэль Муссис (исп. Franco Gabriel Mussis; 18 августа 1988, Ла-Плата, Аргентина) — аргентинский футболист, полузащитник клуба «Монтеварки».

## Биография
Муссис — воспитанник клуба «Химнасия» из своего родного города. В 2010 году он был внесён в заявку клуба на сезон. В августе Франко попал в заявку на команды на матч против «Сан-Лоренсо», но на поле так и не вышел. По окончании сезона «Химнасия» вылетела из элиты и часть основных футболистов покинули клуб, руководство было вынуждено сделать ставку на молодых игроков. 15 апреля 2012 года в матче против «Химнасии Хухуй» Муссис дебютировал в Примере B, заменив во втором тайме Николаса Кабреру. В первом сезоне он вышел на поле всего в шести поединках, но зато во втором стал полноправным игроком основы. 10 марта 2013 года в матче против «Олимпо» Муссис забил свой первый гол за «Химнасию». По итогам сезона Франко помог команде занять второе место во втором дивизионе и вернуться в элиту. 4 августа в матче против «Ривер Плейт» он дебютировал в аргентинской Примере. 8 декабря в поединке против «Бока Хуниорс» Франко забил свой первый гол за «Химнасию» на высшем уровне. В начале 2014 года активный интерес к Муссису проявлял харьковский «Металлист», но футболист отказался от перехода:

«Я остаюсь в „Химнасии“ до лета. И только в межсезонье я займусь поисками нового места работы. Хочу попробовать свои силы в большом клубе».

Летом 2014 года Франко перешёл в датский «Копенгаген», подписав контракт на пять лет. Сумма трансфера составила 1,8 млн евро. Он хорошо проявил в себя в товарищеских матчах на предсезонных сборах и даже забил гол в поединке против «Хорсенс». 10 августа в матче против «Хобро» Франко дебютировал в датской Суперлиге, заменив во втором тайме Юссефа Туту. Однако уже в конце августа из-за сложности в адаптации он был отдан в аренду в итальянский «Дженоа». 31 августа в поединке против «Наполи» Франко дебютировал в итальянской Серии А, заменив во втором тайме Стефано Стураро. Спустя полгода Дженоа досрочно прекратила аренду Муссиса, а руководство «Копенгагена» решило продать Франко.
В начале 2015 года он вернулся на родину подписав контракт с «Сан-Лоренсо де Альмагро». Сумма трансфера составила 1,7 млн евро. 24 февраля в матче против «Дефенса и Хустисия» Франко дебютировал за новую команду. В этом же поединке Муссис забил свой первый гол за «Сан-Лоренсо». В своём первом сезоне он помог команде занять второе место, а также выйти в финал Рекопа Южной Америки. В феврале 2016 года Франко помог «Сан-Лоренсо» выиграть Суперкубок Аргентины.

## Достижения
«Сан-Лоренсо»
- Вице-чемпион Аргентины (2): 2015, 2016
- Обладатель Суперкубка Аргентины (1): 2015